# Scopula tessellaria
Scopula tessellaria là một loài bướm đêm trong họ Geometridae.